# John C. Raven

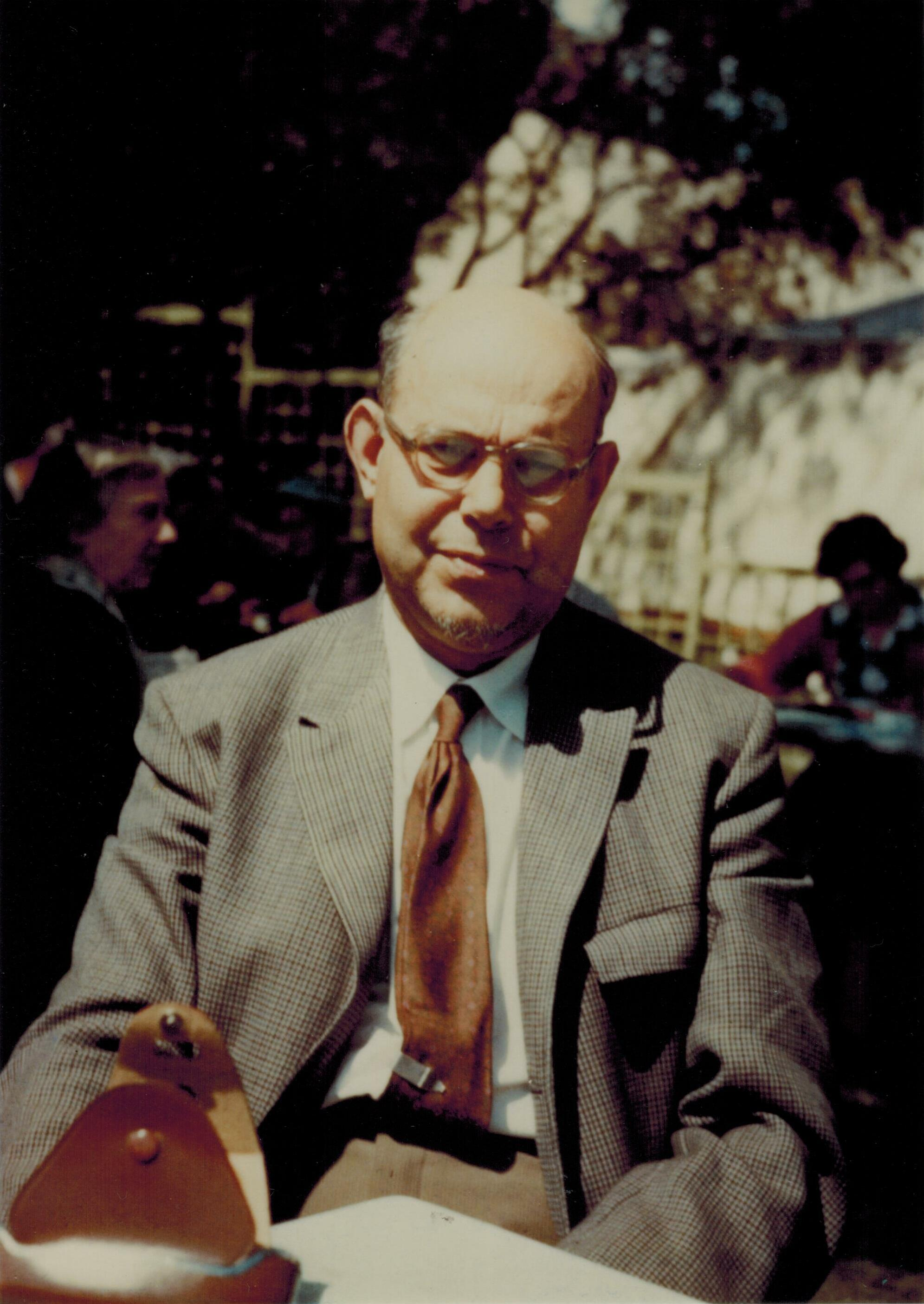
John C. Raven (1960er Jahre)

John Carlyle Raven (* 28. Juni 1902 in London; † 10. August 1970 ebenda) war ein britischer Psychologe und wurde durch die Entwicklung des Progressiven Matrizentests 1938 weltbekannt. Er war ein Schüler Charles Spearmans.
Bei Ravens Progressivem Matrizentest handelt es sich um einen nonverbalen IQ-Test, der mit relativ einfachen Aufgaben beginnt und zunehmend komplexer wird. Im Gegensatz zu Intelligenztests wie dem Binet-Simon-Test oder den Wechsler-Tests (WIE oder den WISC), deren Ergebnisse bis zu einem gewissen Grad durch die individuelle sprachliche Entwicklung beeinflusst werden und kulturellen Unterschieden angepasst werden müssen, sind Ravens Matrizentests als sprachfreies Testverfahren diesem Problem nicht unterworfen.

## Biographie
J.C. Raven wurde am 28. Juni 1902 im Londoner Highbury als Sohn eines Regenschirmfabrikanten geboren. Nach Abschluss der Polytechnischen-wissenschaftlichen Oberschule und des King’s College in London, wo er einen Bachelor of Science erwarb, arbeitete er zunächst als Lehrer und wurde dann Direktor an einer Schule für geistig behinderte Kinder. 1934 war Raven Teil eines Forschungsteams, das bei der Wahrnehmung wichtige ablaufende Prozesse erforschte (zum Verständnisgewinn darüber, wie im Gehirn Sinne verarbeitet, Objekte und Phänomene reflektiert werden).
Raven setzte seine Studien an der University of London fort, wo er im April 1936 seinen Master in Psychologie erhielt. Erste Tests zur Intelligenzdiagnostik führte er in den Jahren 1937–1938 in Colchester durch. Teilgenommen an der Studie hatten Kinder in zwei Gruppen, eine im Alter von fünf bis 14 Jahren, die andere im Alter von drei und vier Jahren. Im Jahre 1938 wurden die Standard Progressive Matrices, als nonverbaler, kulturunabhängiger Intelligenztest veröffentlicht.
Im Jahr 1941 wurde er am Mill Hill Emergency Hospital angestellt und entwickelte dort eine spachbasierten Intelligenztest, die Mill Hill Vocabulary Scale genannt. Zusätzlich wurde er mit dem Aufbau eines Auswahlverfahrens für Offiziere in Hemstead betraut. Während des Zweiten Weltkriegs wurden die Progressiven Matrizentests zur Auswahl von Kandidaten für offene Rekruten- und Offiziersstellen eingesetzt. Ab Mitte der 40er Jahre wurden diese Tests schrittweise im Zivilleben im Rahmen von Personalauswahlverfahren benutzt.
J.C. Raven starb unerwartet am 10. August 1970. Seine Söhne führten seine Arbeit fort und gründeten 1972 in Schottland den Testverlag J C Raven Ltd. unter der Leitung des ältesten Sohnes Dr. John Raven.

## Veröffentlichungen
| Jahr | Bezeichnung                   | Kurzform |
| ---- | ----------------------------- | -------- |
| 1938 | Standard Progressive Matrices | SPM      |
| 1940 | Advanced Progressive Matrices | APM      |
| 1943 | Mill Hill Vocabulary Scale    | MHV      |
| 1958 | Coloured Progressive Matrices | CPM      |